# Bencjon Chilinowicz
Bencjon Chilinowicz, translit. YIVO: Ben-Tsien Khilinovitsh (ur. 1889 w Łomży, zm. latem 1942 w obozie zagłady w Treblince) – dziennikarz narodowości żydowskiej piszący w języku jidysz, publicysta, literat, syjonista. Od 1912 r. współpracował z dziennikiem „Der Moment”, od 1920 był sprawozdawcą parlamentarnym tej gazety. Był współzałożycielem Klubu Sprawozdawców Sejmowych, wiceprezesem Sekcji Żydowskiej Syndykatu Dziennikarzy Warszawskich, współzałożycielem i wiceprezesem Związku Literatów i Dziennikarzy Żydowskich.
Odznaczony srebrnym Krzyżem Zasługi.

## Życiorys
Urodził się w Łomży w rodzinie Natana Chilinowicza, dyrektora jesziwy.
Uczył się w hederze, później w jesziwie ojca w Makowie Mazowieckim oraz w jesziwach dynastii Ger i dynastii Sochaczew.
Przygotowywał się do wstąpienia do rabinatu, ale pod wpływem ruchu rewolucyjnego w 1905 roku w Królestwie Polskim przerwał studia i poświęcił się tematyce świeckiej. Z tego powodu musiał opuścić dom, przeniósł się do Białegostoku i tam jako ekstern uczył się na aptekarza. W 1910 roku przeprowadził się do Warszawy, gdzie pracował przez pewien czas jako pracownik biurowy, a następnie w 1912 roku został współpracownikiem warszawskiej gazety „Der Moment”, w której oprócz zwykłego materiału publicystycznego publikował także artykuły o bieżących wydarzeniach, obrazy dnia, reportaże itp.
Po odzyskaniu przez Polskę niepodległości w 1918 roku był korespondentem sejmowym dla: „Der Moment” w Warszawie, „Di Cajt”(pol. Czas, ang. The Times) w Wilnie, „Togblat” (pol. Gazeta Codzienna, ang. Daily newspaper) we Lwowie oraz szeregu innych gazet. Pisał pod pseudonimami: Ben-Odem, Ben-Cijon, Choli, Ben-Cemech, Wicz.
Jego przyjacielem był Jehoszua Perle, który zatrzymał się u niego po powrocie ze Lwowa do Warszawy jesienią 1941 roku.
W czasie okupacji niemieckiej przebywał w getcie warszawskim, był członkiem tzw. „Komitetu Gospodarczego” i prowadził (wraz z Menachem Kipnisem) Raport Prasowy dla American Jewish Joint Distribution Committee.
Czynił wspólnie z Czerniakowem starania o założenie nowej gazety, niezależnej od kolaboranckiej „Gazety Żydowskiej”.
Na początku 1942 r. uzyskał od władz getta prawo do wydawania w języku jidysz gazetki ściennej, w której oprócz ogłoszeń znajdowały się także wiadomości i informacje przynoszące nieco ulgi Żydom w getcie. Podczas „Wielkiej Akcji” latem 1942 r. wraz z rodziną i grupą pisarzy jidysz (był wśród nich m.in. M. Kipnis i Hilel Cajtlin), mieszkających w tym samym domu przy ul. Nowolipie 20 został wywieziony do obozu zagłady w Treblince i tam zamordowany.